# Norbert Leygraf
Norbert Leygraf (* 1953 in Büderich) ist ein deutscher Mediziner und forensischer Psychiater. Er war von 1991 bis 2018 Direktor des Instituts für forensische Psychiatrie des LVR-Klinikum Essen der Universität Duisburg-Essen und ist zudem als Gutachter tätig.

## Leben
Leygraf studierte Medizin an der Westfälischen Wilhelms-Universität in Münster und arbeitete als wissenschaftlicher Assistent und Oberarzt an der Klinik für Psychiatrie sowie der Neurologie.
Sein Forschungsgebiet ist seit 1979 die forensische Psychiatrie. Insbesondere beschäftigte sich Leygraf mit krankhaften Diebstahlshandlungen und der Glücksspielsucht. Zwischen 1984 und 1986 betreute er ein Forschungsprojekt über psychisch krankhafte Straftäter in der Bundesrepublik.
1991 wurde er Universitätsprofessor und Direktor des Instituts für Forensische Psychiatrie des LVR-Klinikum Essen, Kliniken und Institut der Universität Duisburg-Essen in Essen. Leygraf ist zudem Gutachter bei Strafverfahren und Entlassungen aus dem Maßregelvollzug oder der Haft. Er gilt als renommierter psychiatrischer Begutachter, der unter anderem im Prozess um Magnus Gäfgen beauftragt wurde. Er verfasste auch Gutachten im Mordfall von Witten, im Mordfall Jessica, im Fall des Attentäters Arid Uka, des Hochstaplers Gert Postel und im Betrugsfall Reiner Protsch.
Leygraf begutachtet seit 2002 für die katholische Kirche einzelne Geistliche. Er leitete eine Studie für die katholischen Bistümer in Deutschland, die im Dezember 2012 vorgestellt wurde, und stellte dabei fest, „dass eine spezielle Störung im Bereich der Sexualität, also das, was man in der Psychiatrie eine Pädophilie nennt, nur in Ausnahmefällen vorlag. Die Ursachen für diese Taten waren oft eher berufliche Krisen, Gefühle der Einsamkeit, soziale Isolation oder eine Nähe-Distanz-Problematik. (…) Wenn es eine pädosexuelle Orientierung gibt, ist es vorbei. Dann kann man so jemanden nicht mehr in der Kirche arbeiten lassen. Auch dort muss man aber sehen, dass man für ihn sorgen muss. Wenn er völlig ins Bodenlose fällt, ist die Rückfallgefahr viel größer. Deshalb sollte man ihn in einem System halten, wo er unterstützt und kontrolliert wird.“
Im Schmerzensgeldprozess des Mörders Jakob von Metzlers, Magnus Gäfgen, gegen das Land Hessen wurde der Gutachter Norbert Leygraf als Sachverständiger wegen Befangenheit abgelehnt. Leygraf soll einem Journalisten ein Gutachten mit intimen Details zu Gäfgens Sexualleben gegeben haben.

## Homosexualitäts-Gutachten
Anfang 2021 berichtete die Süddeutsche Zeitung, Leygraf habe 2005 den katholischen Geistlichen Wolfgang F. Rothe, obwohl weder ein Strafverfahren lief noch der Verdacht einer strafbaren Handlung bestand, im kirchlichen Auftrag auf seine sexuelle Identität hin begutachtet. Konkret sollte das Gutachten zu der Frage Stellung nehmen, ob bei dem betreffenden Geistlichen „eine homosexuelle Neigung vorliegt, die eine Einschränkung seiner Einsatzmöglichkeiten als angeraten, angebracht oder unbedingt empfohlen erscheinen lässt. Die Einsatzmöglichkeiten beziehen sich dabei ‚ausdrücklich‘ auch auf die seelsorgerische Tätigkeit mit Jugendlichen und jungen Erwachsenen“. Der Forensiker Harald Dreßing bezeichnete die Fragestellung des Gutachtens als „ungeheuerlich“ und „eindeutig diskriminierend“. Zum Gutachten selbst äußerte sich Dreßing nicht. Auf die Frage, ob er den Auftrag für ein solches Gutachten annehmen würde, antwortete er: „Definitiv nein.“
Leygraf erklärte hierzu laut Süddeutscher Zeitung, dass ihm die Problematik der Fragestellung durchaus bewusst gewesen sei. Er habe sich dennoch in Anbetracht der gesamten Vorgeschichte zur Übernahme des Gutachtens entschlossen, „um Herrn (…) die Möglichkeit zu geben, die von ihm angestrebte seelsorgerische Tätigkeit unabhängig von der Frage seiner sexuellen Orientierung zu übernehmen. Schließlich hätten sich auch dann, wenn Herr (…) von homosexuellen Neigungen berichtet hätte, daraus gutachterlich keine Empfehlungen bezüglich Einschränkungen seiner Einsatzmöglichkeiten ergeben.“
Der von der Süddeutschen Zeitung ebenfalls befragte und vom Deutschen Ethikrat als Experte empfohlene Psychotherapeut Michael Wunder bewertete die Fragestellung des Gutachtens unter Bezugnahme auf ein Urteil des Europäischen Gerichtshofs von 2018 wie folgt: „Ich halte die Annahme eines solchen Auftrags für ethisch nicht vertretbar“. Auftrag, Ablauf und Ergebnis der Begutachtung wurden von dem betroffenen Geistlichen mittlerweile auch in einem Buch ausführlich geschildert und als „missbräuchliche Anwendung psychiatrisch-psychologischer Methoden“ bewertet.

## Über politisch motivierte Gewalttäter
Leygraf hat nach seiner Aussage 29 Angeklagte aus dem islamisch-terroristischen Spektrum untersucht. Er sagt zu diesen Personen:

„Der ‚Islamische Staat‘ vertritt offensichtlich eine Ideologie, mit der sich Jugendliche aus bestimmten Kreisen sehr schnell anfreunden können. (Das ist) auch eine Frage des Alters: In einer bestimmten Phase sind junge Männer anfällig für radikale Ideen, für die man kämpfen kann und mit deren Hilfe man sich ethisch auch noch besonders erhaben fühlen darf. Der IS spricht mit seinen Werbekampagnen gezielt solche Jugendlichen auf der Sinnsuche an: ‚Komm zu uns, hier kannst du kämpfen, hier kannst du töten.‘“

Ausführlicher geht Leygraf in der Zeitschrift Ärztewoche, Nr. 1–3/2015, auf dieses Thema ein unter dem Titel Hirngewaschen oder geisteskrank? Zur Phänomenologie islamistisch-terroristischer Straftäter. Dieser Fachaufsatz wurde danach in mehreren Zeitungen Österreichs für das allgemeine Publikum referiert, z. B. im Kurier.
Leygraf warnt demnach vor der Pathologisierung von Glaubensfanatikern und terroristischen Aktivisten: „Ein bestimmter Glaube wird nicht dadurch zu einer psychischen Störung, dass dieser Glaube die Notwendigkeit seiner möglichst weltweiten Verbreitung beinhaltet, weshalb auch der gewalttätige Kampf gegen die Ungläubigen zur scheinbaren Pflicht wird.“ Der Jihadismus sei ein „weltweites Problem“, dessen Anhängern man „kaum gerecht“ werde, wenn man sie „allein unter dem Aspekt einer psychischen Abnormität betrachtet“.
Leygraf hatte unter anderem die vier Täter der sogenannten Sauerland-Gruppe zu begutachten. Insgesamt sind die meisten seiner 29 Probanden in arabischen Ländern geboren. Auch von den zehn in Deutschland geborenen Untersuchten hätten nur drei „keinen Migrationshintergrund“ gehabt.
Leygraf sagt zu psychischen Auffälligkeiten: „Von den 19 älteren, insbesondere aus dem arabischen Raum stammenden Probanden wies keiner eine schwerwiegende Psychopathologie auf. Es fanden sich aber auch nur wenige psychisch robuste, in sich ruhende Überzeugungstäter. Stattdessen war hier eine Reihe recht illustrer und primär dissozial auffälliger Persönlichkeiten vertreten.“
Für die erste Gruppe stellt der Gerichtspsychiater den Fall von Shadi A. dar, der im Dezember 1999 via Mekka nach Afghanistan gekommen war, dort über einen Schwiegersohn von Osama bin Laden in ein Trainingslager wechselte und schließlich von dem Terroristen Abu Mussab az-Zarqawi nach Deutschland geschickt worden war, um hier aktiv zu werden.
Shadi A. war schon im Libanon im Jugendalter wegen aggressiven Verhaltens in Behandlung gewesen, doch direkt psychiatrisch krank war er nicht: „Nach zwei gescheiterten Berufsausbildungen arbeitete er in Beirut als Marktverkäufer und finanzierte sich durch Diebstähle. Schon in Jordanien hatte er homosexuelle Kontakte, die er nach seiner Einreise im Jahr 1995 in Deutschland mit wechselnden Partnern fortsetzte, wobei er nebenher auch heterosexuelle Kontakte in Bordellen pflegte. Er konsumierte in erheblichen Mengen Cannabis und Alkohol und verschaffte sich das Geld vor allem durch Betrugsdelikte.“
Der weitere „Weg“: „Wegen seiner finanziellen Schwierigkeiten kam er in Kontakt zu einer Moschee, in der er auf Kredit Lebensmittel erhielt.“ Dann kam die Vermittlung nach Afghanistan und die Rückkehr nach Deutschland. Während der Vorbereitungen für Anschläge – einen Teil der dafür vorhandenen Finanzmittel investierte er in „Haschisch, Alkohol und sexuelle Kontakte“ – wurde er schließlich von den deutschen Behörden „an einer Bushaltestelle, auf einer gerade gekauften Kiste Bier sitzend“, festgenommen. Was das Gutachten über Shadi A. und die drei weiteren Angeklagten aussagte: „Insgesamt erschien er letztlich als das Gegenteil dessen, was man sich unter einem islamistischen Fundamentalisten vorstellen würde. Die drei weiteren Mittäter dieser Gruppe hatten es ebenfalls sämtlich in Deutschland nicht weit gebracht. Keiner von ihnen verfügte über einen beruflichen Abschluss; alle hatten (vor ihrer Bekehrung …) kein muslimisch orientiertes Leben geführt, sondern hatten sowohl Alkohol als auch Cannabis konsumiert; alle waren vorbestraft (u. a. Diebstahl, Körperverletzung, Drogenhandel). Sie waren mit ihren Zielen gescheitert und sozial isoliert.“
Etwas anders sei dies bei in Deutschland aufgewachsenen angeklagten Islamisten gewesen. Zwei von zehn Untersuchten hätten „den fundamentalistischen Islam dazu genutzt, ihr überhöhtes Selbstwertgefühl nach außen hin zu präsentieren“, und „eine Möglichkeit gefunden, ihre aggressiven Impulse scheinbar moralisch legitimiert“ ausleben zu können. Allerdings, bei drei der zehn Personen hätten sich in der Vorgeschichte auch psychotische Phasen erheben lassen.
Leygraf stellt in der Fachzeitschrift fest, zusammenfassend seien bei jungen Islamisten eher Probleme in der Identitätsfindung zu bemerken, allerdings nicht generell:

„Vielmehr scheint die Faszination, die für einen jungen Mann davon ausgeht, sich als Mitglied einer scheinbar elitären Gruppe zu fühlen und für ethisch hochstehende Ziele in den Kampf ziehen zu können, an sich schon ein hohes Gefährdungspotenzial mit sich zu bringen.“

Die moderne und globale Kommunikation ist seiner Ansicht nach als „Missionierungswerkzeug“ nicht zu unterschätzen:

„Dabei bieten sich Islamismus und Jihad angesichts der weiten Verbreitung entsprechenden Propagandamaterials im Internet heutzutage als weitere, wenn auch zuweilen besonders schicksalsträchtige Möglichkeit an, sich im Prozess des Erwachsenwerdens auf dem Weg ins rechte Leben zu verirren.“

## Schriften (Auswahl)
- Psychisch kranke Straftäter. Epidemiologie und aktuelle Praxis des psychiatrischen Massregelvollzugs. Springer, Berlin, Heidelberg, New York, London, Paris, Tokyo 1988, ISBN 978-3-540-19287-9.
- Behandlung im Maßregelvollzug. In: Forensische Psychiatrie, Psychologie, Kriminologie. Band 12, Nr. 2, Mai 2018, S. 91–92, doi:10.1007/s11757-018-0474-3.
- Norbert Leygraf, Renate Volbert, Hartmuth Horstkotte, Sybilla Fried (Hrsg.): Die Sprache des Verbrechens. Wege zu einer klinischen Kriminologie. Festschrift für Wilfried Rasch. Kohlhammer, Stuttgart, Berlin, Köln 1993, ISBN 978-3-17-012324-3.
- mit Hans-Ludwig Kröber, Dieter Dölling & Henning Saß (Hrsg.): Handbuch der Forensischen Psychiatrie.
  - Band 1: Strafrechtliche Grundlagen der forensischen Psychiatrie. Steinkopff, Darmstadt 2007. ISBN 978-3-7985-1446-1.
  - Band 2: Psychopathologische Grundlagen und Praxis der forensischen Psychiatrie im Strafrecht. Springer, Berlin 2010. ISBN 978-3-7985-1447-8.
  - Band 3: Psychiatrische Kriminalprognose und Kriminaltherapie. Steinkopff, Darmstadt 2006. ISBN 3-7985-1442-9.
  - Band 4: Kriminologie und forensische Psychiatrie. Steinkopff, Heidelberg 2009, ISBN 978-3-7985-1448-5
  - Band 5: Forensische Psychiatrie im Privatrecht und öffentlichen Recht. Steinkopff, Heidelberg 2009. ISBN 978-3-7985-1449-2.